# Coelestin Patock
Coelestin Patock OSA (* 8. Januar 1927 in Brodnica, Polen; † 22. Februar 2008 in Würzburg) war ein deutscher katholischer Theologe und Ostkirchenkundler.

## Leben
1950 legte er seine Profess ab. Er studierte in Würzburg katholische Theologie. Julius Döpfner weihte ihn 1954 zum Priester. 1960 wurde er Assistent am Ostkirchlichen Institut in Würzburg und Mitherausgeber der Ostkirchlichen Studien. 1985 erhielt er die Ehrenpromotion der Universität Gießen.